# Johan Lange

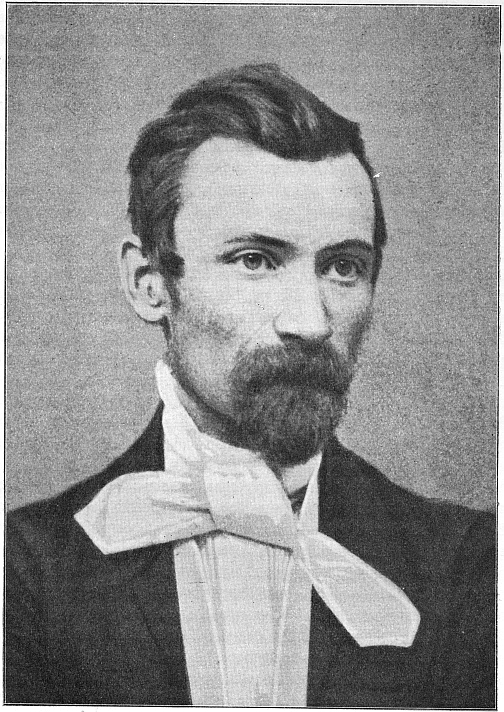
Johan Martin Christian Lange (fotografia, ca. 1860).

Johan Martin Christian Lange (Ødstedgaard, Fredericia, 20 de março de 1818 — Copenhaga, 3 de abril de 1898) foi um botânico que se distinguiu como um dos autores da Flora Danica.

## Biografia
Lange foi professor da Faculdade de Veterinária de Copenhaga (Kongelige Veterinær- og Landbohøjskole ou KVL). Foi o editor dos volumes 44 a 51 (1858 a 1883) da Flora Danica.

## Obras
Entre outras, Johan Lange é autor das seguintes obras:
- Descriptio iconibus illustrata plantarum novarum … e Flora hispanica. [S.l.: s.n.] Parâmetro desconhecido |Kommentar= ignorado (ajuda)
- Haandbog i den Danske Flora. [S.l.: s.n.] Parâmetro desconhecido |comentário= ignorado (ajuda)
- Revisio specierum generis Crataegi … quae in hortis Daniae coluntur. [S.l.: s.n.] 1897
- Arboretum scandinavicum. [S.l.: s.n.] 1883
- Em colaboração com Heinrich Moritz Willkomm. Prodromus florae hispanicae …. [S.l.: s.n.] Parâmetro desconhecido |Kommentar= ignorado (ajuda)
- Moritz Willkomm and Johan Lange (1861–1880). Prodromus florae hispanicae, seu synopsis methodica omnium plantarum in Hispania. [S.l.: s.n.]
- Icones plantarum sponte nascentium in regnis Daniae et Norvegiae, in ducatibus Slesvici et Holsatiae et in comitatibus Oldenburgi et Delmenhorstiae:  (Pictures of the plants growing wild in the kingdoms of Denmark and Norway, in the duchy of Schleswig-Holstein, and in the principalities of Oldenburg and Delmenhorst)
- Beretning om Universitetets botaniske Have for Aarene 1867-68. [S.l.: s.n.] 1870
- Beretning om Universitetets botaniske Have for Aarene 1871-73. [S.l.: s.n.] 1874
- Conspectus florae groenlandicae: Grønlands mosser (Muscineae) (Overview of the mosses of Greenland)
- Conspectus florae groenlandicae: 1. Fanerogamer og karsporeplanter (Overview of the vascular plants of Greenland)
- Conspectus florae groenlandicae: Tillæg til fanerogamerne og karsporeplanterne (Overview of the plants of Greenland, Supplement to vascular plants)
- Descriptio iconibus ilustrata plantarum novarum. [S.l.: s.n.] 1864–1866
- Flora Danica
- Haandbog i den danske flora. [S.l.: s.n.] 1851
- Nomenclator "Florae Danicae;" sive, Index systematicus et alphabeticus operis quod "Icones florae Danicae" inscribitur, cum enumeratione tabularum ordinem temporum habente, adiectis notis criticis. [S.l.: s.n.] 1887
- Pugillus plantarum imprimis Hispanicarum, quas in itinere 1851-52 legit Joh. Lange. [S.l.: s.n.]
- «Udvalg af de i Universitetets botaniske og andre Haver iagttagne nye Arter». Botanisk Tidsskrift. 19: 255–268. 1895
- Revisio Specierum Generis Crataegi Imprimis Earum, Quae in Hortis Daniae Coluntur: Oversigt over de i Danmark Haardføre Arter af Hvidtyørn-Slaegten (Crataegus). Copenhagen: Lehmanns & Stages Forlag. 1897